# Варковале (Потенца)
Варковале (итал. Varcovalle) је насеље у Италији у округу Потенца, региону Базиликата.
Према процени из 2011. у насељу је живело 74 становника. Насеље се налази на надморској висини од 793 м.